# Trevathana tureiae
Trevathana tureiae is een zeepokkensoort uit de familie van de Pyrgomatidae. De wetenschappelijke naam van de soort is voor het eerst geldig gepubliceerd in 2005 door Achituv & Langsam.